# Бреннингер, Дитер
Дитер Бреннингер (род. 18 февраля 1944 года, Эрдинг, Германия) — немецкий футболист, нападающий.

## Биография
Родился в баварском городе Эрдинге, и начал свою футбольную карьеру в местном футбольном клубе Альтенэрдинг. В 1962 году переходит в мюнхенскую «Баварию», только начинающую свой взлёт к вершинам немецкого футбола на дне Региональной лиги Юг. В 1965 году, уже после прошедшей в 1963 году большой административной реформы и создания системы футбольных лиг Германии приблизительно в современном их виде, «Бавария» вышла в первую Бундеслигу. С этой командой он добивался побед в Кубке Германии четыре раза — в 1966, 1967, 1969, и 1971 годах. Его самым большим достижением в Кубке обладателей Кубков была победа над Рейнджерс в 1967 году со счётом 1:0.
Продолжил играть за мюнхенскую «Баварию», выйдя за «бриллиантовых» на поле 190 раз, всего забил за мюнхенцев 59 голов. В 1972 году Бреннингер переходит в «Штутгарт» после кратковременного пребывания в бернских «Янг-Бойз». За «Штутгарт» Дитер выходит на поле 81 раз, забивая 15 голов. В конце своей игровой карьеры Бреннингер немного пробыл в «1860 Розенхайм». Окончил же Дитер свою карьеру в том самом клубе, с которого всё началось в его жизни — Альтенэрдинг